# Rolf Dienewald
Rolf Dienewald (* 18. Mai 1941 in Gräfenhainichen) ist ein deutscher Schauspieler, Moderator, Regisseur und Autor.
Dienewald begann seine Karriere als Schauspieler am Wallgraben-Theater Freiburg. Später war er mehrere Jahre Moderator beim Südwestfunk Baden-Baden, unter anderem für die Sendungen Vom Telefon zum Mikrofon und SWF 1 Mitternachtsspitzen (bis 1987). In den 1970er-Jahren konnte man ihn in der wöchentlichen Fernsehserie Sowieso – allerlei um ein Ding sehen, bei der ausschließlich die damals neue Bluescreen-Technik eingesetzt wurde.

## Filmografie
- 1969: Talentschuppen[1]
- 1972: Cartoon (Fernsehsendung)[2]
- 1977: Räuber und Gendarm[2]
- 1980: Die Leute vom Domplatz[2]
- 1984: Schalltot

## Hörspiele (Auswahl)
- 1971: Edward Boyd: Kein Mann steigt zweimal in denselben Fluß (6 Teile) (SWF/HR/SFB, Rolle: ?) - Regie: Heiner Schmidt
- 1972: Jacques Fayet: Kalte Rache (SR; Rolle: ?) - Regie: Klaus Groth
- 1973: Edward Boyd: Schwarz wird stets gemalt der Teufel (6 Teile) (SWF, Rolle: Frank) - Regie: Heiner Schmidt; Georg Felsberg
- 1975: Bernhard Kellermann: Der Tunnel (12 Teile) (SWF, Rolle: ?) - Regie: Lothar Schluck
- 1977: Raumkontrollschiff Wega I: Das Geheimnis des Planeten Drudu (Fontana, Rolle: van Doorn)
- 1981: Ein Fall für Perry Clifton: Spionagering Rosa Nelke (Maritim, Rolle: Busley)
- 1984: Der Club der Detektive: Der Mann in Schwarz – Zwischenfall in Istanbul (Maritim, Rolle: Kurier)
- 1986: Hans-Georg Thiemt, Hans Dieter Schreeb: Mr. Malone ist mein Onkel (11 Folgen) (SWF, Regie)
- 1987: Werner Schrader: Die Maschine wächst (SWF, Regie)
- 1988: Hans Werner Knobloch: Weißt Du, wieviel Sternlein stehen. Eine neue Geschichte um Herrn Lobkowitz (SWF, Regie)
- 1988: Edgar Wallace: Der Joker (3 Teile) (SWF, Regie)
- 1999: Ein Fall für Perry Clifton – Das Geheimnis der weißen Raben (Maritim, Rolle: ?)
- ?: Verzauberte Melodica, Die (PEG, Rolle: Vater)
- 2006: Die Bibel. Das Neue Testament – Hörspiel für Kinder (Grosser & Stein) – Autor
- 2016: Ödön von Horváth: Der jüngste Tag. Live-Mundarthörspiel (2 Teile) (SWR/KUMEDI, Rolle: Staatsanwalt) – Bearbeitung und Regie: Klaus Spürkel